# Bařice-Velké Těšany
Bařice-Velké Těšany ist eine Gemeinde im Okres Kroměříž, Tschechien. 

## Geschichte
Die erste schriftliche Erwähnung stammt aus dem Jahr 1228. Der Ort Bařice wurde damals vom Erzbistum Olomouc zum Kloster Velehrad hinzugekauft. In dem Dorf befand sich damals eine kleine Festung mit einem Burggraben und Burgwall. Die katholische Bevölkerung lebte von der Landwirtschaft. Der Ort wurde zweimal von der Pest heimgesucht und mehrmals durch Brände, Hagel und Sturm teilweise zerstört.

## Ortsteile
- Bařice
- Velké Těšany

## Sehenswürdigkeiten
- Windmühle deutschen Bautyps, erbaut 1830 durch Josef Bartoň. Die Mühle wurde vor allem von den Einheimischen genutzt. Sie verfiel, nachdem sie nicht mehr genutzt wurde, wurde dann aber restauriert und ist seit 1960 Kulturdenkmal.